# Borgfjorden
De Borgfjorden is een fjord in het Nationaal park Noordoost-Groenland in het oosten van Groenland.

## Geografie
De fjord is een zijtak in het westen van de baai Dove Bugt. Hij is noordwest-zuidoost georiënteerd en heeft een lengte van meer dan 25 kilometer. In het zuidoosten staat hij in verbinding met de Dove Bugt. In het zuidoosten ligt er aan de westzijde de Kavalerfjorden en in het noordwesten aan de zuidzijde de Bagfjorden. In het noordwesten komen de Storstrømmengletsjer, de Borgjøkelengletsjer en de L. Bistrupgletsjer uit op de fjord.
Ten noordoosten van de fjord ligt het Daniel Bruunland en ten zuiden en zuidwesten het eiland Lindhard Ø.